# Вент Андрій Йоганович
Андрій Йоганович (Іванович) Вент (1880, Російська імперія — ?) — радянський діяч, член ВЦВК. Член Центральної контрольної комісії ВКП(б) у 1930—1934 роках.

## Життєпис
Народився в бідній селянській родині. Трудову діяльність розпочинав наймитом. Потім працював робітником.
Член РСДРП(б) з 1903 року.
За революційну діяльність був заарештований, відбув три роки заслання в Наримському краї.
З 1920-х років перебував на відповідальній партійній роботі.
У 1929—1930 роках — голова Александровської окружної контрольної комісії ВКП(б) Івановської Промислової області — робітничо-селянської інспекції.
Подальша доля невідома.